# Alberto González García
Pour les articles homonymes, voir González et García.
Alberto González García né le 15 juin 1998 à Malaga en Espagne est un triathlète professionnel espagnol, champion d'Espagne de triathlon courte distance en 2020 et diplômé olympique aux JO de Paris 2024.

## Palmarès
Le tableau présente les résultats les plus significatifs (podium) obtenus sur le circuit national et international de triathlon depuis 2018.
| Année | Compétition                                     | Pays             | Position           | Temps           |
| ----- | ----------------------------------------------- | ---------------- | ------------------ | --------------- |
| 2024  | Coupe du monde - l'étape sprint de Hong Kong    | Hong Kong        | Médaille d'or      | 53 min 17 s     |
| 2024  | Coupe du monde - l'étape sprint de Napier       | Nouvelle-Zélande | Médaille de bronze | 49 min 49 s     |
| 2023  | Coupe du monde - l'étape sprint de Tiszaújváros | Hongrie          | Médaille de bronze | 52 min 32 s     |
| 2022  | Coupe du monde - l'étape sprint de Miyazaki     | Japon            | Médaille d'argent  | 53 min 17 s     |
| 2022  | Championnats d'Espagne sprint                   | Espagne          | Médaille d'or      | 51 min 31 s     |
| 2020  | Championnats d'Espagne courte-distance          | Espagne          | Médaille d'or      | 1 h 45 min 44 s |
| 2019  | Coupe d'Europe - étape de Quarteira             | Portugal         | Médaille d'or      | 1 h 50 min 28 s |
| 2019  | Championnats d'Espagne sprint                   | Espagne          | Médaille d'or      | 58 min 54 s     |
| 2018  | Coupe d'Afrique - étape sprint de Dakhla        | Maroc            | Médaille d'or      | 58 min 5 s      |